# Jeff Hanneman
Jeffrey John "Jeff" Hanneman (Oakland, Kalifornia, 1964. január 31. – Hemet, Kalifornia, 2013. május 2.) amerikai zenész, leginkább a Slayer nevű thrash metal együttes alapítójaként és gitárosaként ismert. Los Angelesben nőtt fel.
Leginkább a punkzene volt rá hatással, amire azt mondta Hanneman, hogy ez a stílus késztette a Slayert arra, hogy gyorsabb és agresszívebb zenét készítsenek. Hanneman minden Slayer-albumra írt számot, gyakorlatilag az összes híres Slayer-számban része volt vagy szövegileg, vagy zeneileg. Ilyen számok a "Raining Blood", a "War Ensemble", a "Seasons in the Abyss" és az "Angel of Death", amelyeket a zenekar minden koncertjén eljátszanak.

## Pályafutása
Long Beachen nőtt fel, veterán családban: édesapja Normandiában harcolt a második világháborúban, bátyjai pedig Vietnámban; így a háború gyakran volt beszédtéma az asztalnál. A háborús filmek népszerűek voltak abban az időben, és Hanneman gyakran csatlakozott testvéreihez tank- és repülőgépmodelleket készíteni vagy színezni. Érdeklődése a háborúhoz és a katonai történelemhez neveltetésének tulajdonítható. A háborús témák megjelennek a dalszövegeiben is, jó példa erre az "Angel of Death".
Hanneman akkor találkozott Kerry Kinggel, amikor King meghallgatásokat tartott egy zenekar alapításához. A próba zenélés után beszélni kezdtek és Iron Maiden-, valamint Judas Priest-dalokat játszottak. A Slayer akkor született, mikor Hanneman megkérdezte Kinget, hogy alapítsanak-e egy közös zenekart, erre King így válaszolt: „B*ssza meg, igen!” 1982-ben, Hannemannek, Dave Lombardónak, és a Suicidal Tendencies gitárosának, Rocky George-nak volt egy közös punkprojektje, amit "Pap Smear"-nek neveztek el. Amikor Pap Smear stúdiózni mehetett, a Slayer menedzsere, Rick Rubin nem engedte el Hannemant, ugyanis szerinte „ilyenek miatt bomlanak fel zenekarok”.
1997-ben, Hanneman elvette Kathrynt, akivel az 1980-as évek elején ismerkedett meg. Gyermekük nem született. A pár Los Angelesben lakott, 40 percre King lakásától. Kathryn otthon szokott maradni, amikor a Slayer turnézik; Hanneman azt állítja, hogy amikor hazaérkezik turnék végén, felesége „újra új neki”. Kathryn húsz év alatt kétszer volt turnézni a zenekarral.
Hanneman és a Slayer énekese, Tom Araya egy időben kokainnal és pirulákkal éltek. Úgy döntöttek leállnak a drogozással, ugyanis rájöttek, hogy „ez csak halálhoz vezethet, vagy rosszabbhoz, túl messzire mentünk.” Mind Hanneman, mind Araya visszafogják magukat, ha sörivásról van szó. Hanneman az Oakland Raiders szurkolója.

## Érdekeltsége háborús témában

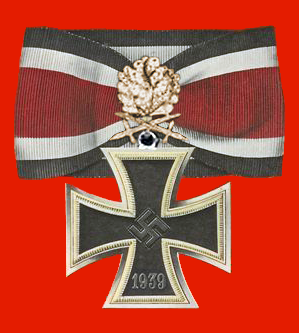
Lovagkereszt

Hannemant érdekelték a német háborús ereklyék, a náci Németország több dalszövegében is szerepel. Az érdeklődést apja keltette fel benne, aki egy medált adott neki, amit egy halott német katonától vett el. Legértékesebb érme egy lovagkereszt, amit egy Slayer-rajongótól vett ezer dollárért. Amikor a Motörheaddel turnéztak, Hanneman tudomást szerzett arról, hogy Lemmy, a Motörhead énekese is gyűjti a II. világháborús ereklyéket.
Az "Angel of Death" szövege – amit Hanneman írt – miatt sok ember képzelte azt a Slayerről, hogy náciszimpatizánsok. Hanneman így védekezett: „Nem kell beletennem a szövegbe, hogy egy rossz ember volt, ezt mindenki tudja. Ezt nem kell a szádba rágni.” A zenekar többször is kijelentette, hogy nem náciszimpatizánsok, csupán a téma érdekli őket.

## Stílus és hatások
Hannemant elsősorban a korai heavy metal és a punk befolyásolta, ami meglátszik a Slayer 1996-os Undisputed Attitude című albumán is. Hanneman és King gitárszólói "vadul kaotikusnak", és "csavarosan zseniálisnak" vannak leírva. Korai albumoknál, mint a Hell Awaitsnél, és a Reign in Bloodnál a "siránkozó stílus" és a "dal áldozatainak a sikolyát utánzó szólók" voltak a jellemzőek. A South of Heaven már több "technikás" gitárriffet tartalmazott. Hanneman és King együtt tizedikek lettek a Guitar World Minden idők 100 legjobb heavy metal gitárosa listán.

## Dalszövegek és zene
Hanneman írta a zenéjét a zenekar legnépszerűbb dalainak, mint például a "South of Heaven", a "War Ensemble", a "Raining Blood", az "Angel of Death", a "Mandatory Suicide", és a "Seasons in the Abyss", amelyeket a Slayer minden koncertjén eljátszanak. Kedvenc albuma a Reign in Blood, és elmondása szerint nagyon élvezi eljátszani a "Raining Blood"-ot, és az "Angel of Death"-et. A zenekar összes albumához hozzájárult mind szövegileg, mind zeneileg, ezzel partnerséget kialakítva Arayával. Ez a partnerség többször beárnyékolja King kreativitását.
Az új anyag elkészítésekor először a zenét írják meg, után következik a szöveg. Hanneman gyakran ír otthonában riffeket, amiket többsávosan vesz fel, és dobgépet használ hozzá. Ezután kikéri zenekar társai véleményét; King és Lombardo teszik a javaslatokat a változtatásokra. A zenekar először a riffet játssza el, hogy fel legyen építve a dal struktúrája, és utána írják meg a szöveget és a szólókat.

## Felszerelése
Amikor turnéztak, Hanneman hat gitárt vitt magával, mindegyiket különbözőre hangolva. A korai albumok mint a Haunting the Chapel – Divine Intervention D#-re vannak hangolva, míg a későbbi albumok, mint a Diabolus in Musica – Christ Illusion változóan vannak hangolva. Az első album, a Show No Mercy hagyományosan van hangolva, miközben a koncerteken, 1984 óta, D#-re vannak hangolva a dalok. Több gitárt is visz magával, annak érdekében, hogy legyen még, ha esetleg a húrok elpattannának, vagy a gitár elromlana.
Gitárok
- ESP Jeff Hanneman Signature.[11]

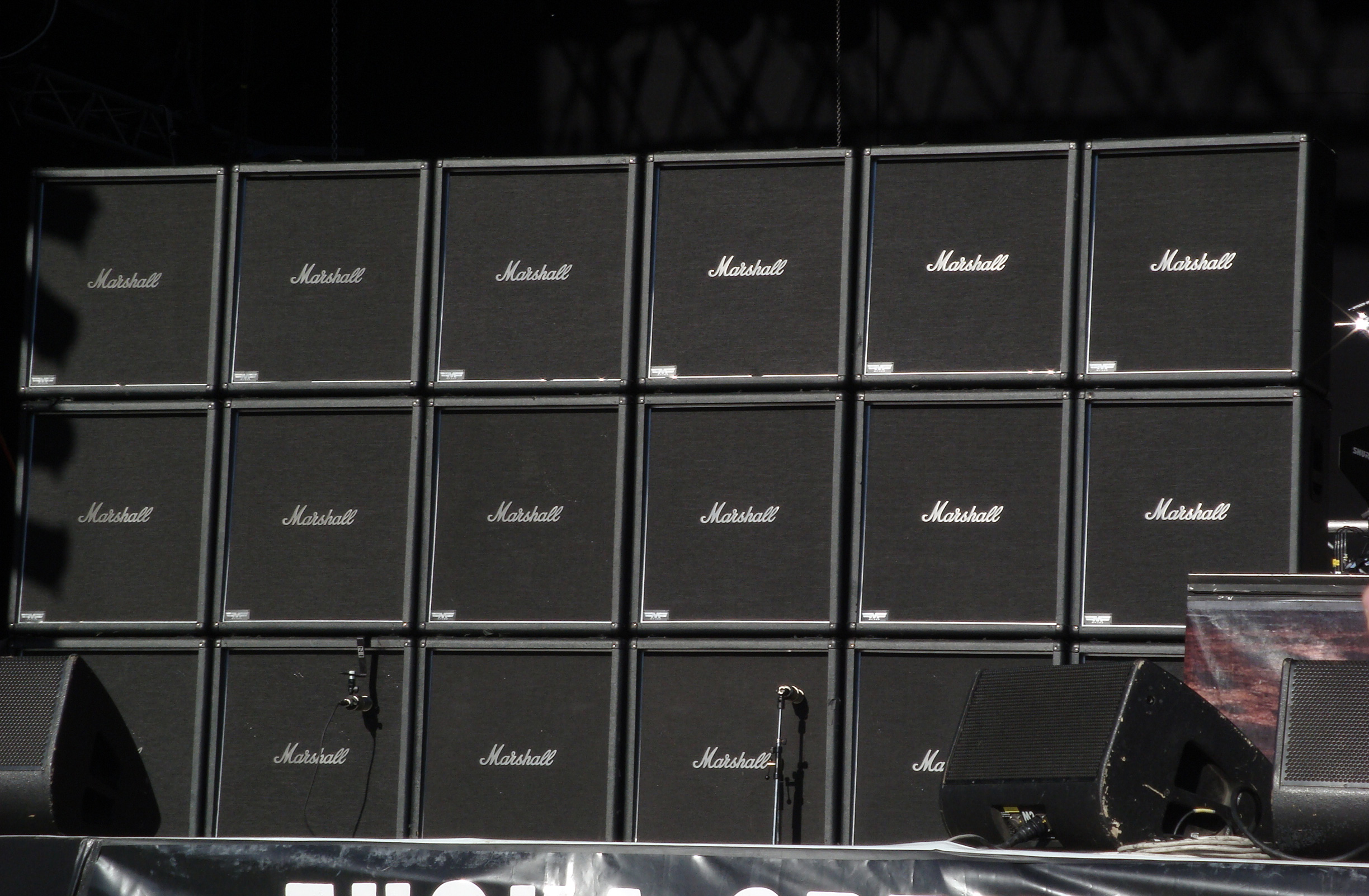
Jeff Hanneman 3 x 6-os Marshall ModeFour hangfalai a színpadon, a Tuska Open Air Metal Festivalon, 2008-ban.

- Jackson Custom Shop Soloist 2 EMG pick-up-al
- EMG 81/85 pick-upok EMG SPC Mid-Boost áramkörrel
- Kahler hidak
- D'Addario .009-.042 húrok

Effektek
- Shure Wireless System,
- Dunlop Crybaby From Hell Wah-Wah Pedal
- Eventide H3000S Harmonizer
- MXR Super Comp
- MXR Smart Gate
- MXR 10 band EQ
- Monster kábel

Erősítők
- Marshall JCM-800 erősítő,
- Marshall ModeFour Speaker Cabinets (280 vagy 400 watt-os modell)

Ital
- Heineken Pilsener

### Halála
Jeff Hanneman már 2011 óta egészségügyi problémákkal küszködött, mert egy pókcsípés következtében szervezetét húsevő baktérium támadta meg, így turnékat és koncerteket is le kellett mondania. 2012-ben Tom Araya Jeff felépüléséről nyilatkozott, azonban 2013 februárjában Kerry King már azt mondta, hogy Hanemann egészségi állapota miatt továbbra sem tud együtt dolgozni az együttessel. 2013. május 2-án hunyt el májzsugorban.

## Diszkográfia
- 1983: Show No Mercy
- 1984: Haunting the Chapel
- 1985: Hell Awaits
- 1986: Reign in Blood
- 1988: South of Heaven
- 1990: Seasons in the Abyss
- 1994: Divine Intervention
- 1996: Undisputed Attitude
- 1998: Diabolus in Musica
- 2001: God Hates Us All
- 2006: Christ Illusion
- 2009: World Painted Blood

## Fordítás
- Ez a szócikk részben vagy egészben  a   Jeff Hanneman című angol Wikipédia-szócikk fordításán alapul.  Az eredeti cikk szerkesztőit annak laptörténete sorolja fel. Ez a jelzés csupán a megfogalmazás eredetét és a szerzői jogokat jelzi, nem szolgál a cikkben szereplő információk forrásmegjelöléseként.